# 원탁회의
원탁회의(圓卓會議)는 회의 참가자들이 석순의 서열에 집착하지 않고, 대등한 관계에서 자유롭게 발언 할 수 있는 회의로, 원탁을 이용한다.
원탁회의에서 서열을 명확하게 하려면 입구에서 먼 자리를 상석으로 한다. 이러한 아이디어는 아서 왕 전설에서 아서 왕과 원탁의 기사들을 위한 탁자에서 유래한 것이라고 전해진다. 오늘 원탁은 국제 회의에서 자주 사용되며 파티에서도 사용될 수 있다. 최근의 가장 유명한 원탁 회의는 1989년에 폴란드에서 열린 폴란드 원탁 회의이다.

## 같이 보기
- 학술회의